# La Guerre des polices
Pour la vraie police, voir Guerre des polices.
Pour plus de détails, voir Fiche technique et Distribution.
La Guerre des polices est un film français réalisé par Robin Davis et sorti en 1979.

## Synopsis
L'équipe du commissaire Ballestrat, de la brigade territoriale, attend six heures du matin afin de piéger Sarlat, l'ennemi public n° 1. Mais Fush et les hommes de l'antigang arrivent. Or Ballestrat ne veut pas de leur présence.
Conséquences : un policier meurt et Sarlat est toujours libre. Le chef du cabinet du ministère de l'intérieur donne à Ballestrat l'ordre de coopérer avec l'antigang. Mais les deux services n'arrivent pas à coopérer. Aussi Fush est-il sur le point d'attraper Sarlat lorsqu'il est trahi par une femme de la brigade territoriale, Marie, avec qui il avait noué des rapports amicaux.
Les deux brigades se heurtent sans cesse jusqu'à se déclarer « la guerre des polices ». Fush tend à Sarlat un premier piège qui échoue. Il donne sa démission. Mais lorsque Sarlat, à la suite d'un nouveau guet-apens, encore raté, prend un policier — Capati — en otage, Fush intervient et abat le hors-la-loi avant de succomber à son tour.

## Extrait de dialogue
- Ballestrat : Absolument ! Et c'est pour ça qu'on m'utilise. »
(48e minute)

## Fiche technique
- Titre : La Guerre des polices
- Réalisation : Robin Davis, assisté d'Alain Maline
- Scénario : Robin Davis, Jean-Marie Guillaume, Jacques Labib, Patrick Laurent et Jean-Patrick Manchette
- Musique : Jean-Marie Sénia
- Montage : José Pinheiro
- Coordinateur des combats et des cascades : Claude Carliez et son équipe
- Pays d'origine :  France
- Format : couleurs - 1,85:1 - mono - 35 mm
- Genre : Film dramatique policier
- Durée : 100 minutes
- Date de sortie : 14 novembre 1979

## Distribution
- Claude Brasseur : le commissaire Jacques Fush
- Claude Rich : le commissaire Ballestrat
- Marlène Jobert : Marie Garcin
- François Périer : le chef de la police
- Georges Staquet : Colombani
- Jean-François Stévenin : Capati
- Étienne Chicot : Larue
- David Jalil : Djalloud
- Gérard Desarthe : Sarlat
- Jean Rougerie : Mermoz
- Jean-Pierre Kalfon : Marc
- Jacques Lalande : Pralin
- Catherine Rétoré : l'artiste
- Rufus : Le Garrec, l'éleveur de poulets
- Philippe Villiers : le garçon prostitué
- Roger Miremont : Lagrange
- Franck-Olivier Bonnet : René, le collègue de Colombani
- Albert Dray : Francis, le complice de Sarlat
- Féodor Atkine : Mannékian, complice de Sarlat
- Ludmila Mikaël : la juge François
- Luc Bergerac : Charly
- Jacqueline Parent : la prostituée
- Michel Berto : l'homme au comptoir
- Alain David : le brigadier de Police-Secours
- Maurice Illouz
- Louise Chevalier
- Sydney Boccara
- Luc Berthin
- Philippe Klébert
- Alain Barbier
- Daniel Darnault
- Richard Allan
- Sabine Thomas : la fille de Fush

## Box-office
- 1 792 700 entrées en France[1]

## Récompense
- César du cinéma 1980 : César du meilleur acteur pour Claude Brasseur